# 小野茶右衛門
小野 茶右衛門（おの ちゃえもん）は、安土桃山時代から江戸時代初期にかけての武士。津軽氏の家臣。

## 略歴
津軽為信に仕える。慶長9年（1604年）、森山館主となり同館は茶右衛門館と呼ばれた。慶長18年（1613年）、2代藩主・津軽信枚の治世、茶右衛門は津軽騒動の絡みで謀反、大間越奉行・笹森建房の征伐を受け討死したとも言われる。

## 各種の記録
青森市から20km近く離れた荒川に、下湯温泉（現在は下湯ダム建設で廃業。野湯「タヌキの湯」が現存）があり、その「下湯根元記」によれば「建久年間（1190年-1199年）、秋田の浪人阿倍貞昌なる者が油川町に住んでいたが、偶々眼病にかかり、医薬の効なく、依って下湯へ湯治しようとし、途中の村に住む大屋（矢）名兵衛、霜結（下湯）茶左衛門の2人を案内者に頼み、下湯に至り入浴して幸い全治することを得た。名兵衛、茶左衛門はいずれも6尺ゆたかの大男であったが特に茶左衛門は槍の名人で、通行人をなやました山賊の頭目であった。のち官の詮議にあってここを遁走して行方が知れずに打過ぎたが、その後西浜通にかくれ家をなし、なお色々悪事を働いたという。今赤石組松神村に霜結茶左衛門が流れの者あり、茶左衛門が得手の槍は大間越関所にある」という記述がある。（霜結茶左衛門は田野沢村、大矢名兵衛の流れは松神村にあるという記録もある。）一説に小野家は元来南朝に味方した倭寇の流れであり、初めは瀬戸内海か紀伊熊野方面に根拠地をもつ海の豪族であったが、南朝衰微とともに、東北地方に逃れ来て武装商船隊を組織し、奥羽南朝の軍資金調達のためにもっぱら海上貿易に従事していたが、やがて津軽為信に仕えるようになったともされるが、それを確認する資料は現在のところない。一説には茶右衛門が下湯付近にいたのは天正の末（1570年）頃であり、その後西浜の北金ヶ沢に来てそので津軽為信の統一事業に協力し金ヶ沢の門番になったともされる。
津軽藩の歴史書『津軽旧記』によれば「1603年（慶長8年）津軽為信は秋田の佐竹氏と協議して、白沢から碇ヶ関までの地域と深浦から大間越までの地区を交換し、新領土の森山館の城代として小野茶右衛門を任命し、そこを森山検番所と称した。茶右衛門はもと金ヶ沢の関（折曽関）を固めていた家筋である」としている。小野家は元々、南朝に味方した倭寇の流れであるとされる。伝説によると、茶右衛門はその地位を利用して海賊をはたらき、家来の船頭久六に命じて沖を通る船から財宝を奪い取り大いに富裕を極めたが、やがて藩命により笹森氏（岩崎、金井ヶ沢城主の笹森勘解由左衛門）や寺田党（大間越の城番の寺田讃岐）により討伐されたとされる。『津軽旧記』には「2代信牧の時、森山城代小野茶右衛門に疑いの節あり、大間越の笹森勘解由左衛門や寺田讃岐にこれを討たせた。小野は大剛の勇士なので、やっと謀って討ち取った」とある。笹森家の旧記にも「二代勘解由左衛門、慶長年中、森山館の小野茶右衛門を撃って功あり。知行百石を賜る」とある。疑いの節とは、伝えられる海賊行為なのかはっきりしない。信牧の継嗣問題に絡んでのことだという言い伝えもある。小野茶右衛門は、ガンガラ穴や仙北穴などの天然の洞窟を船隠しや奪った金品の隠し場所として活用していた。笹森たちが茶右衛門館を攻めた時、天嶮を利用した要害強固な城に対して、水を断つ戦法を取った。ある日、茶右衛門館の一角から突然火の手が上がり、一条の白い滝が海に下るのが見えた。それは、万策尽きた茶右衛門の一党が館に火をかけ、兵粮米が敵の手に入るのを嫌って、それを海に投げ入れていたのである。茶右衛門館の北の麓に姫屋敷といわれる所があるが、そこは茶右衛門の娘、千鶴姫が住んでいた場所である。トンネル掘削の際に、多くの武具の他にカンザシが見つかったと言われる。姫は「子妊岩」付近の戦いの最中に自刃したらしい。落城の際の焼米が海側の断崖の面に今でも多く残っているという。
また、森山付近に伝わる伝説によると「茶右衛門は、その地位を利用して海賊をはたらき、家来の船頭久六に命じて沖を通る船から財宝をうばい取り、大いに富裕を極めたが、やがて藩命により大間越の笹森、寺田党のために討伐された」とされる。『津軽家記』にも「2代目信枚の時、森山城代、小野茶右衛門に疑いの節あり、大間越の笹森勘解由左衛門、寺田讃岐をして成敗させた。小野は大剛の勇士であったが、方便をもってやすやすと切腹した」とある。この方便の殺害であるが、口伝によると1612年（慶長17年）5月中旬大間越垣上館の笹森勘解由左衛門から、花見の招待を出し、帰る途中を奇襲して討ち取ったとも言われている。